# 63-as főút (Magyarország)
A 63-as számú főút Tolna vármegye székhelyét, Szekszárdot köti össze Fejér vármegye és a Közép-Dunántúl központjával, Székesfehérvár megyei jogú várossal. A majdnem pontosan 90 kilométer hosszú másodrendű főút a Mezőföld középső részén és a Sárvíz vidékén vezet keresztül. Korábban a 7-es főútba beletorkollva ért véget, Székesfehérvár központjában, utóbbit azonban ma már − az utóbbi évtizedek fejlesztéseinek eredményeként − mindkét főút elkerüli, s a 63-as kicsivel az M7-es autópálya csomópontját elhagyva véget is ér, folytatása onnantól 8-as főútként számozódik.

## Fekvése
Az út vonalvezetése a Mezőföldön, de a Sárrét vagy a Sárvíz tájain is kanyargós, követi a korai századokban kialakult utak nyomvonalát. A vonalvezetés több szakaszon is célszerűtlennek tűnhet, de kikerüli az évezredek alatt kialakult homokhegyeket, és a vizenyős, mélyebben fekvő területeket. A szeles tájakon erdősávokat telepítettek, az út mentén gyakori az eperfa, a nyárfa, a fűzfa és az akác.
A mezőföldi talaj általában a lösz, de található itt futóhomok is. A löszös táblák és a völgyek közt iszapos üledék található, mely a kertművelésre ideális lehetőség. A lefolyástalan részeken szikesedés figyelhető meg (a Sárvíz vidékén). Kitűnő mezőségi talaj van a Duna mentén. Ez a táj Székesfehérvár alá is elér. A középső talajtájnak nevezett vidékek a Sárrét és a Sárvíz völgyét foglalják magukban. Itt iszapos öntéstalaj váltakozik szikes részekkel. A nyugati talajtáj a Sárvíz-Sió köze, a melyet a középhegység és a sárrét zár le. A mezőföldi talajt az erózió permanensen pusztította. A szeles tájakon erdősávokat telepítettek, az utak mentét pedig évszázadok óta mindkét oldalon fákkal - eper-, nyár, fűz, akác - ültették be. Az erdősávok építését az állami akarat is elősegítette. Ennek eredményeképp sikerült a mezőföldi talajpusztulást megállítani. Ezzel lehet magyarázni, hogy az út mentén viszonylag kevés lakott település van, illetve a közlekedési út mindkét oldalán sok ligetes erdősávos rész váltakozik egymással.

## Települések az útvonal mentén
A főút Szekszárdtól körülbelül 3 km-re északra, közigazgatásilag Tolna Mözs nevű városrészének határában indul a 6-os számú főút szintbeni csomópontjától kiágazva. Az út által érintett első község Szedres, melynek határában gesztenyefasor fogadja az utazót, de a településen még láthatók az eper-, illetve ahogy errefelé nevezik, szederfasorok is, amiket részint selyemhernyó-tenyésztési céllal ültettek, és amelyek után a falu a nevét kapta. Innen továbbhaladva érünk Nagydorogra, amely a Sió-Sárvíz és az országos jelentőségű útvonalak mentén, azok találkozásánál alakult ki, Tolna vármegye középső részén, a térség gazdasági és kulturális központjaként. Ma is jelentős vasúti és közúti forgalmat bonyolít le. A főút által érintett legészakibb Tolna vármegyei település Bikács, a községet elhagyva az út Fejér vármegye területére lép át.
Fejér vármegyében az első település rögtön a közigazgatási határ mellett a Sárvíz völgyének bal partján, 110 méter tengerszint feletti magasságban fekvő Vajta. A községet elhagyva láthatjuk a Zichy-kastélyt és parkot, melyet korábban gyermeküdültetési célokra  használtak. A klasszicista épületet Pollack Mihály 1815. évi terve alapján Havel Lipót Schmidt Miksa építette fel; kertje védelem alatt áll. Néhány kilométer után az út Cecére érkezik, amely a Dunaföldvárról induló 61-es út csomópontjánál fekszik (a két főútnak itt egy rövidke közös szakasza is van). A paprikatermesztéséről híres, sőt az ún. cecei paprikafajták névadójának számító község központja a Sárvíz hordalékkúpján fekszik, 106 méteres tengerszint feletti magasságban.
Továbbhaladva a főút keresztezzük a Mezőfalva–Rétszilas-vasútvonalat annak Rétszilas alsó megállóhelyénél, Rétszilas területén, ami Sárbogárd településrésze. Sárbogárd eredendően mezőgazdasági település, de a középkorban a közutak csomópontjában feküdt. Itt keresztezte egymást több fontos kereskedelmi út, mint például az Eszék-Fehérvár, a Fehérvár-Pécs, továbbá a dunai kikötőkből az ország nyugati része, illetve Zágráb és Graz felé vezető utak. A Földvár-Bogárd-Enying utat „Sóhordó útnak” is nevezték, ami az útvonal fontos kereskedelmi jellegét jelezte. A Sárvízen is itt volt átkelési lehetőség, illetve az 1700-as évek első harmadától már postaállomás működött Bogárdon, ahol lóváltás is volt. 1882-ben jelent meg a térségben a vasút, ami lehetővé tette a modern áruszállításra való áttérést. Sárbogárd a főút által érintett leghosszabb település, a város vége előtt egy útátjáróban keresztezzük a Pusztaszabolcs–Pécs-vasútvonalat és a belőle itt kiágazó Sárbogárd–Székesfehérvár-vasútvonalat.
Alig hagyjuk el Sárbogárdot máris a felsőkörtvélyesi útbejáratot érjük el. A középkorban elpusztult falu helyére épült helység ma Sárszentágotához tartozik.  Az anyaközség és határának nagy része a Sárvíz lesüllyedt hordalékkúpjának felszínére telepedett. Korábban 1 km-es bekötő úton lehetett a faluba bejutni. Ma azonban a település házai a főútvonal mentéig vannak felépítve. A 4 km-re lévő Sárkeresztúr községgel együtt a települések területén és közöttük alföldies jellegű szikes tavas táj terül el. A területük védett az ott élő védett madárfajok (pl. gyurgyalag) és más állatok miatt. Másik érdekesség a faluban a 63-as úttal szinte párhuzamosan futó Gorsium-Sopianae (ma Tác és Pécs) római főútvonal maradványa, mely a községen vezetett át. Egy szakaszát légi felvételről ismerjük a község határában. A főúton közlekedve figyelmesebb vezetés ajánlott, mert a főút menti lakosok sokszor figyelmetlenül hajtanak rá a főútra! Sárkeresztúr után elhagyja az út a Sárbogárdi járást, átér a székesfehérváriba.
Aba felé tovább haladva feltűnik a Sárbogárd–Székesfehérvár-vasútvonalon közvetlenül az út mellett, Aba és Sárkeresztúr közös vasútállomása (megjegyzendő, hogy Sárkeresztúron még egy vasúti megálló található, jóval közelebb a település központjához a Sárosd-Káloz közötti út átjárójánál, ám itt már nem áll meg egy személyszállító vonat sem.). Az állomáson túl a főút bal oldalán már Aba szélső házai települtek. A kb. 10 km-re lévő Székesfehérvár vonzáskörzetébe tartozó nagyközség 1990 után indult igazán fejlődésnek, 2013 óta városi jogállással büszkélkedhet. A vármegye székhelyéig ez az utolsó nagyobb település, bár találkozunk útbejárókkal több kisebb településrésznél, amelyek közigazgatásilag Abához tartoznak (Belsőbáránd, Bodakajtor, Felsőszentivánpuszta). Emellett Székesfehérvár határáig kb. 2–3 km hosszan erdős területen halad az út. Érdekesség, hogy  Székesfehérvár külterületén a főutat keresztező vasútvonal mély átvágásban halad. A közút fölött nem építettek felüljárót. Így, egy bukkanóban található egy fény- és félsorompós útátjáró.
A főút utolsó szakasza korábban Székesfehérváron, az M7-es autópálya csomópontja után, a Sárkeresztúri útban folytatódott. Áthaladt a székesfehérvári vasútállomás melletti aluljárón, és ezután érte el végpontját, a 7-es főutat, a Balatoni út és Széchenyi utca kereszteződésénél. A megyeszékhely nyugati elkerülőjének forgalomba helyezése óta azonban kevéssel a sztrádacsomópont elhagyása után, egy körforgalomba érkezve véget is ér, s a folytatása onnantól 8-as főútként számozódik. 

## Története
1934-ben a kereskedelem- és közlekedésügyi miniszter 70 846/1934. számú rendelete a Székesfehérvár és Cece közti szakaszát másodrendű főúttá nyilvánította, 62-es útszámozással. A rendelet alapján 1937-ben kiadott közlekedési térkép a Cece-Nagydorog közti szakaszt mellékúti kiépítettséggel tünteti fel, annál délebbi szakaszait egyáltalán nem jelöli. [A 63-as útszámot akkor a Bátaszék-Bonyhád-Kaposszekcső útvonal kapta meg.]

### Mai állapota
2000-et követően kezdődött el a 63-as út Székesfehérvár környéki szakaszának átépítése. Korábban a főút a Széchenyi utca végén torkollott a 7-es főút városon átvezető szakaszába. A 63-as út Székesfehérvárt nyugatról elkerülő szakaszának építését 2002 márciusában kezdték meg. Az új út 2×2 sávos, osztott pályás, gyorsforgalmi jellegű útszakaszként épült meg, első szakaszát 2003. december 16-án adták át a forgalomnak az M7-es autópálya és a 7-es út között. A szintén 2×2 sávos második, 7-es út és a Csóri út között húzódó 7,1 km-es szakaszt 2007-ben adták át.[forrás?]

### Fejlesztési tervek
A 63-as út továbbfejlesztésére jelenleg két terv létezik:
- Az út északi szakaszának meghosszabbítása a 81-es főútig.
- Az M6-os autópálya építéséhez kapcsolódóan a Szedres község belterületét elkerülő szakasz megépítése (631-es út).[5][6] Ennek megvalósulása esetén a főút teljes hossza kb. 7 kilométernyivel rövidül meg.